# KNVB-Pokal 2011/12
Der KNVB-Pokal 2011/12 war die 94. Auflage des niederländischen Fußball-Pokalwettbewerbs. Pokalsieger wurde der PSV Eindhoven. Das Team setzte sich im Finale gegen Heracles Almelo durch. Titelverteidiger FC Twente Enschede war im Achtelfinale ausgeschieden.
Insgesamt 92 Mannschaften nahmen an dem Wettbewerb teil. Neben den jeweils 18 Teams aus den beiden Profiligen Eredivisie und Eerste Divisie, die für die zweite Runde gesetzt sind, waren dies 24 Drittligisten aus der Topklasse sowie weitere 32 Amateurvertreter.

## Teilnehmende Teams
| Eredivisie (18) (Level 1) | Eredivisie (18) (Level 1) | Eerste Divisie (18) (Level 2) | Eerste Divisie (18) (Level 2) |
| --- | --- | --- | --- |
| - Ajax Amsterdam - ADO Den Haag - AZ Alkmaar - BV De Graafschap - Excelsior Rotterdam - Feyenoord Rotterdam - FC Groningen - SC Heerenveen - Heracles Almelo | - NAC Breda - NEC Nijmegen - PSV Eindhoven - Roda JC Kerkrade - FC Twente Enschede - FC Utrecht - Vitesse Arnheim - VVV-Venlo - RKC Waalwijk ▲  | - Willem II Tilburg ▼ - Almere City - AGOVV Apeldoorn - SC Cambuur - FC Den Bosch - FC Dordrecht - FC Eindhoven - FC Emmen - Fortuna Sittard | - Go Ahead Eagles - Helmond Sport - MVV Maastricht - FC Oss - Sparta Rotterdam - SC Telstar 1963 - BV Veendam - FC Volendam - FC Zwolle |
| Topklasse (32) (Level 3) | | | |
| - Achilles ’29 - Alphense Racing Club - AFC Amsterdam - SV Argon - BVV Barendrecht - VV Capelle - JVC Cuijk - EVV Echt                                       | - WKE Emmen - Excelsior ’31 Rijssen - SC Genemuiden - GVVV - VV Haaglandia/Sir Winston - Harkemase Boys - HSC ’21 Haaksbergen - HBS Craeyenhout | - HHC Hardenberg - FC Hilversum - HVV Hollandia - VV IJsselmeervogels - VV Katwijk - FC Lienden - VV Montfoort - VV Noordwijk                | - FC Lisse - Quick '20 Oldenzaal - Rijnsburgse Boys - SV Spakenburg - SV De Treffers - VV Sint Bavo - VV UNA - SVZW Wierden             |
| Hoofdklasse (17) (Level 4) | | | |
| - Alphense Boys - VV Bennekom - VV Berkum - Be Quick 1887 - EHC Hoensbroek                                                                                   | - RKSV Groene Ster - HSV Hoek - Sportclub NEC - ODIN '59                                                                                        | - SVV Scheveningen - VV Sparta Nijkerk - VV Staphorst - SV Urk                                                                               | - VAV Voorschoten ʼ97 - VV Young Boys - VV Zwaluwen - HCSV Zwaluwen ʼ30                                                                 |
| Eerste Klasse (4) (Level 5) | Eerste Klasse (4) (Level 5) | Tweede Klasse (2) (Level 6) | Deerde Klasse (1) (Level 7) |
| - VV GOES - VV Hoogland | - RKSV Nemelaer - SV Someren | - VV Actif - SC Susteren | - VCK Koudekerke |

## Termine
| Runde         | Termine                    |
| ------------- | -------------------------- |
| 1. Runde      | 23. – 24. August 2011      |
| 2. Runde      | 20. – 22. September 2011   |
| 3. Runde      | 25. – 27. Oktober 2011     |
| Achtelfinale  | 20. – 22. Dezember 2011    |
| Viertelfinale | 31. Januar – 2. Febr. 2012 |
| Halbfinale    | 21. März 2012              |
| Finale        | 8. April 2012              |

## 1. Runde
Teilnehmer: Die 56 Amateurvereine
| Datum      |                               | Ergebnis                         |                           |
| ---------- | ----------------------------- | -------------------------------- | ------------------------- |
| 23.08.2012 | HCSV Zwaluwen ʼ30 (4)         | 3:0 (1:0)                        | SC Susteren (6)           |
| 24.08.2012 | VV Capelle (3)                | 1:1 n. V. (1:1, 1:0) (4:5 i. E.) | WKE Emmen (3)             |
| 24.08.2012 | VCK Koudekerke (7)            | 0:5 (0:3)                        | SV Argon (3)              |
| 24.08.2012 | VV GOES (5)                   | 1:5 (1:3)                        | VV Zwaluwen (4)           |
| 24.08.2012 | FC Lienden (3)                | 3:4 (3:1)                        | VV Bennekom (4)           |
| 24.08.2012 | EVV Echt (3)                  | 5:3 (3:0)                        | HSV Hoek (4)              |
| 24.08.2012 | Be Quick 1887 (4)             | 0:3 (0:1)                        | HHC Hardenberg (3)        |
| 24.08.2012 | VV Young Boys (4)             | 1:2 (1:0)                        | HSC ’21 Haaksbergen       |
| 24.08.2012 | VV Noordwijk                  | 4:1 (3:0)                        | EHC Hoensbroek (3)        |
| 24.08.2012 | GVVV (3)                      | 3:1 (1:1)                        | RKSV Nemelaer (5)         |
| 24.08.2012 | JVC Cuijk (3)                 | 1:1 n. V. (7:6 i. E.) (1:1, 0:0) | VAV Voorschoten ʼ97 (4)   |
| 24.08.2012 | VV UNA (3)                    | 2:0 (0:0)                        | SV Spakenburg (3)         |
| 24.08.2012 | ODIN '59 (4)                  | 1:2 n. V. (1:1, 0:1)             | VV Sint Bavo (3)          |
| 24.08.2012 | SV Urk (4)                    | 1:2 (0:1)                        | VV Berkum (4)             |
| 24.08.2012 | Alphense Boys (3)             | 0:1 (0:0)                        | VV Montfoort (3)          |
| 24.08.2012 | BVV Barendrecht (3)           | 00:1 1                           | FC Hilversum (3)          |
| 24.08.2012 | Sportclub NEC (4)             | 2:3 (0:1)                        | Harkemase Boys (3)        |
| 24.08.2012 | VV Haaglandia/Sir Winston (3) | 0:1 (0:0)                        | FC Lisse (3)              |
| 24.08.2012 | Achilles ’29 (3)              | 1:0 (0:0)                        | VV Katwijk (3)            |
| 24.08.2012 | VV IJsselmeervogels (3)       | 2:1 (1:0)                        | AFC Amsterdam (3)         |
| 24.08.2012 | VV Sparta Nijkerk (4)         | 5:1 (4:0)                        | VV Hoogland (5)           |
| 24.08.2012 | SVZW Wierden (3)              | 4:5 n. V. (4:4, 1:2)             | HBS Craeyenhout (3)       |
| 24.08.2012 | Alphense Racing Club (3)      | 6:2 (3:1)                        | Quick '20 Oldenzaal (3)   |
| 24.08.2012 | SV Someren (5)                | 1:4 (1:2)                        | SC Genemuiden (3)         |
| 24.08.2012 | HVV Hollandia (3)             | 0:1 (0:1)                        | SVV Scheveningen (4)      |
| 24.08.2012 | SV De Treffers (3)            | 1:0 (0:0)                        | Rijnsburgse Boys (3)      |
| 24.08.2012 | VV Staphorst (4)              | 4:2 (2:1)                        | RKSV Groene Ster (4)      |
| 24.08.2012 | VV Actief (6)                 | 1:2 n. V. (1:1, 1:1)             | Excelsior ’31 Rijssen (3) |

In Klammern das jeweilige Ligalevel.

## 2. Runde
Teilnehmer: Die 28 Gewinner der 1. Runde und die 36 Profiteams: (Der FC Oss trat an die Stelle des insolventen RBC Roosendaal). Mannschaften, die in einem europäischen Pokalwettbewerb standen, konnten nicht gegeneinander gelost werden. Amateurvereine hatten Heimrecht, wenn sie gegen einen Profiklub gelost wurden.
| Datum      |                           | Ergebnis                         |                         |
| ---------- | ------------------------- | -------------------------------- | ----------------------- |
| 20.09.2011 | Alphense Racing Club (1)  | 0:8 (0:5)                        | MVV Maastricht (2)      |
| 20.09.2011 | VV Bennekom (1)           | 1:6 (0:4)                        | Roda JC Kerkrade (1)    |
| 20.09.2011 | SC Cambuur (2)            | 0:1 (0:0)                        | FC Zwolle (2)           |
| 20.09.2011 | Excelsior ’31 Rijssen (3) | 0:5 (0:3)                        | Excelsior Rotterdam (1) |
| 20.09.2011 | EVV Echt (3)              | 1:5 (0:4)                        | FC Oss (2)              |
| 20.09.2011 | Feyenoord Rotterdam (1)   | 4:0 (2:0)                        | AGOVV Apeldoorn (2)     |
| 20.09.2011 | Fortuna Sittard (2)       | 2:4 n. V. (2:2, 1:1)             | NEC Nijmegen (1)        |
| 20.09.2011 | Go Ahead Eagles (2)       | 3:1 n. V. (1:1, 1:1)             | Helmond Sport (2)       |
| 20.09.2011 | Harkemase Boys (3)        | 4:2 n. V. (2:2, 0:1)             | Willem II Tilburg (2)   |
| 20.09.2011 | VV Montfoort (3)          | 1:6 (0:2)                        | Sparta Rotterdam (2)    |
| 20.09.2011 | VV Sparta Nijkerk (4)     | 4:2 n. V. (1:1, 1:1)             | VV Staphorst (4)        |
| 20.09.2011 | Vitesse Arnheim (1)       | 0:0 n. V. (5:4 i. E.)            | NAC Breda (1)           |
| 20.09.2011 | VVV-Venlo (1)             | 0:2 (0:2)                        | SC Heerenveen (1)       |
| 20.09.2011 | WKE Emmen (3)             | 1:2 (0:0)                        | FC Den Bosch (2)        |
| 20.09.2011 | VV IJsselmeervogels (3)   | 0:2 (0:1)                        | FC Dordrecht (2)        |
| 20.09.2011 | HCSV Zwaluwen ʼ30 (4)     | 1:2 (0:2)                        | GVVV (3)                |
| 21.09.2011 | SV Argon (3)              | 0:2 (0:0)                        | Almere City (2)         |
| 21.09.2011 | VV Berkum (4)             | 2:0 (0:0)                        | SC Veendam (2)          |
| 21.09.2011 | FC Eindhoven (2)          | 3:1 (1:0)                        | FC Emmen (2)            |
| 21.09.2011 | SC Genemuiden (3)         | 3:1 (2:1)                        | HSC ’21 Haaksbergen (3) |
| 21.09.2011 | BV De Graafschap (1)      | 1:1 n. V. (1:1, 1:1) (4:3 i. E.) | FC Utrecht (1)          |
| 21.09.2011 | HBS Craeyenhout (3)       | 2:3 (0:1)                        | FC Lisse (3)            |
| 21.09.2011 | FC Hilversum (3)          | 0:3 (0:2)                        | RKC Waalwijk (1)        |
| 21.09.2011 | JVC Cuijk (3)             | 0:1 (0:1)                        | Heracles Almelo (1)     |
| 21.09.2011 | VV Noordwijk (3)          | 1:3 (0:1)                        | Ajax Amsterdam (1)      |
| 21.09.2011 | SVV Scheveningen (4)      | 1:3 (1:1)                        | ADO Den Haag (1)        |
| 21.09.2011 | SV De Treffers (3)        | 3:2 (1:1)                        | HHC Hardenberg (3)      |
| 21.09.2011 | VV UNA (3)                | 1:3 (0:2)                        | FC Volendam (2)         |
| 21.09.2011 | VV Sint Bavo (3)          | 0:8 (0:2)                        | PSV Eindhoven (1)       |
| 21.09.2011 | VV Zwaluwen (4)           | 1:8 (0:5)                        | FC Twente Enschede (1)  |
| 21.09.2011 | Achilles ’29 (3)          | 1:1 n. V. (1:1, 1:1) (2:1 i. E.) | SC Telstar 1963 (2)     |
| 22.09.2011 | AZ Alkmaar (1)            | 4:2 n. V. (1:1, 0:1)             | FC Groningen (1)        |

In Klammern das jeweilige Ligalevel.

## 3. Runde
Teilnehmer: Die 32 Sieger der 3. Runde.
| Datum      |                         | Ergebnis             |                         |
| ---------- | ----------------------- | -------------------- | ----------------------- |
| 25.10.2011 | Achilles ’29 (3)        | 1:0 (1:0)            | MVV Maastricht (2)      |
| 25.10.2011 | Almere City (2)         | 1:2 (0:2)            | FC Eindhoven (2)        |
| 25.10.2011 | Excelsior Rotterdam (1) | 0:3 (0:1)            | GVVV (3)                |
| 25.10.2011 | SC Heerenveen (1)       | 6:1 (3:1)            | Harkemase Boys (3)      |
| 25.10.2011 | FC Oss (2)              | 3:1 n. V. (1:1, 0:0) | FC Den Bosch (2)        |
| 25.10.2011 | FC Zwolle (2)           | 0:1 (0:0)            | RKC Waalwijk (1)        |
| 26.10.2011 | Heracles Almelo (1)     | 4:0 (2:0             | VV Berkum (4)           |
| 26.10.2011 | PSV Eindhoven (1)       | 3:0 (0:0)            | FC Lisse (3)            |
| 26.10.2011 | Roda JC Kerkrade (1)    | 2:4 (1:1)            | Ajax Amsterdam (1)      |
| 26.10.2011 | Sparta Rotterdam (2)    | 4:0 (3:0)            | VV Sparta Nijkerk (4)   |
| 26.10.2011 | SV De Treffers (3)      | 1:5 (1:3)            | BV De Graafschap (1)    |
| 26.10.2011 | FC Twente Enschede (1)  | 4:3 (1:1)            | SC Genemuiden (3)       |
| 26.10.2011 | Vitesse Arnheim (1)     | 2:1 (1:1)            | ADO Den Haag (1)        |
| 27.10.2011 | FC Dordrecht (2)        | 2:3 n. V. (2:2, 0:1) | AZ Alkmaar (1)          |
| 27.10.2011 | Go Ahead Eagles (2)     | 2:1 (1:0)            | Feyenoord Rotterdam (1) |
| 27.10.2011 | NEC Nijmegen (1)        | 1:0 (1:0)            | FC Volendam (2)         |

In Klammern das jeweilige Ligalevel.

## Achtelfinale
Teilnehmer: Die 16 Sieger der 3. Runde.
| Datum      |                        | Ergebnis                         |                      |
| ---------- | ---------------------- | -------------------------------- | -------------------- |
| 20.12.2011 | Heracles Almelo (1)    | 4:0 (3:0)                        | BV De Graafschap (1) |
| 20.12.2011 | RKC Waalwijk (1)       | 3:2 (0:1)                        | Go Ahead Eagles (2)  |
| 20.12.2011 | Sparta Rotterdam (2)   | 1:1 n. V. (1:1, 0:1) (4:5 i. E.) | GVVV (3)             |
| 21.12.2011 | Ajax Amsterdam (1)     | 01:0 abgebr.                     | AZ Alkmaar (1)       |
| 21.12.2011 | SC Heerenveen (1)      | 11:1 (4:0)0                      | FC Oss (2)           |
| 21.12.2011 | NEC Nijmegen (1)       | 3:0 (2:0)                        | Achilles ’29 (3)     |
| 22.12.2011 | FC Eindhoven (2)       | 1:2 (0:0)                        | Vitesse Arnheim (1)  |
| 22.12.2011 | FC Twente Enschede (1) | 1:2 n. V. (0:0)                  | PSV Eindhoven (1)    |
| 19.01.2012 | Ajax Amsterdam (1)     | 2:3 (2:2)                        | AZ Alkmaar (1)       |

1. ↑  Beim Spiel Ajax–AZ wurde, beim Stand von 1:0 in der 36. Spielminute, Gästetorhüter Esteban durch einen aufs Feld rasenden betrunkenen Zuschauer angegriffen. Esteban trat den 19-Jährigen zweimal und sah dafür die Rote Karte. AZ-Trainer Verbeek verließ das Feld, die Mannschaft folgte ihm. Nach einigen Minuten des Wartens brach Schiedsrichter Nijhuis das Spiel ab. (Schandaal in ArenA, De Telegraaf vom 21. Dezember 2011)
2. ↑  Am 28. Dezember 2011 gab der KNVB bekannt, dass die Partie in Gänze, ohne Zuschauer, neu ausgespielt wird. ( Ajax–AZ: Geheel overspelen zonder publiek (Memento vom 13. Januar 2012 im Internet Archive), Webseite des KNVB vom 28. Dezember 2011) Später beschloss der Verband, dass Kinder bis 12 Jahre in Klassen- oder Sportvereinsgruppen in Begleitung weniger Aufsichtspersonen kostenlosen Zugang zum Spiel haben sollten, das nachmittags um 14.30 Uhr angepfiffen werden sollte. (Kinderen welkom bij bekerwedstrijd (Memento vom 13. Januar 2012 im Internet Archive), Webseite des KNVB vom 10. Januar 2012)

In Klammern das jeweilige Ligalevel.

## Viertelfinale
| Datum      |                     | Ergebnis  |                   |
| ---------- | ------------------- | --------- | ----------------- |
| 31.01.2012 | Vitesse Arnheim (1) | 1:2 (1:0) | SC Heerenveen (1) |
| 01.02.2012 | Heracles Almelo (1) | 3:0 (2:0) | RKC Waalwijk (1)  |
| 01.02.2012 | AZ Alkmaar (1)      | 2:1 (1:1) | GVVV (3)          |
| 02.02.2012 | PSV Eindhoven (1)   | 3:2 (3:2) | NEC Nijmegen (1)  |

In Klammern das jeweilige Ligalevel.

## Halbfinale
| Datum      |                   | Ergebnis             |                     |
| ---------- | ----------------- | -------------------- | ------------------- |
| 21.03.2012 | SC Heerenveen (1) | 1:3 (1:1)            | PSV Eindhoven (1)   |
| 21.03.2012 | AZ Alkmaar (1)    | 2:4 n. V. (2:2, 2:1) | Heracles Almelo (1) |

In Klammern das jeweilige Ligalevel.

## Finale
| PSV Eindhoven                                     | PSV Eindhoven | Heracles Almelo | Heracles Almelo |
| ------------------------------------------------- | --- | --- | --------------- |
| PSV Eindhoven                                     | \| 8. April 2012 um 18:00 Uhr in Rotterdam (De Kuip) \| \| Ergebnis: 3:0 (1:0) \| \| Zuschauer: 50.000 \| \| Schiedsrichter: Pol van Boekel \| \| Spielbericht \| | \| 8. April 2012 um 18:00 Uhr in Rotterdam (De Kuip) \| \| Ergebnis: 3:0 (1:0) \| \| Zuschauer: 50.000 \| \| Schiedsrichter: Pol van Boekel \| \| Spielbericht \|                                                                                              | Heracles Almelo |
| PSV Eindhoven                                     | Przemysław Tytoń – Atiba Hutchinson, Marcelo, Wilfred Bouma, Erik Pieters – Kevin Strootman, Zakaria Labyad (75. Orlando Engelaar) – Jeremain Lens (80. Tim Matavž), Georginio Wijnaldum, Dries Mertens (86. Memphis Depay) – Ola Toivonen Cheftrainer: Phillip Cocu | Remko Pasveer – Tim Breukers, Ben Rienstra, Antoine van der Linden, Mark Looms – Lerin Duarte (66. Marko Vejinović), Kwame Quansah – Darl Douglas (66. Thomas Bruns), Willie Overtoom (71. Ninos Gouriye), Everton – Samuel Armenteros Cheftrainer: Peter Bosz | Heracles Almelo |
| PSV Eindhoven                                     | 1:0 Ola Toivonen (30.) 2:0 Dries Mertens (55.) 3:0 Jeremain Lens (63.) | | Heracles Almelo |
| PSV Eindhoven                                     | Erik Pieters, Zakaria Labyad, Ola Toivonen | Ben Rienstra | Heracles Almelo |
| 8. April 2012 um 18:00 Uhr in Rotterdam (De Kuip) | | |                 |
| Ergebnis: 3:0 (1:0)                               | | |                 |
| Zuschauer: 50.000                                 | | |                 |
| Schiedsrichter: Pol van Boekel                    | | |                 |
| Spielbericht                                      | | |                 |